# دسترس‌پذیری وب

نسبت کنتراست رنگ‌ها

دسترس‌پذیری وب (به انگلیسی: Web Accessibility)، به توانایی دستیابی آسان و استفادهٔ برابر از منابع جهانی داده‌ها و اطلاعات صفحه‌های وب برای همهٔ کاربران، حتی کاربرانی که به نوعی از معلولیت‌های انسانی رنج می‌برند، گفته می‌شود. 
وبگاه‌هایی که درست طراحی و پیاده‌سازی شده و بر مبنای استانداردهای وب برپا شده باشند، برای همهٔ کاربران با هرگونه توانمندی جسمی، به گونه‌ای یکسان در دسترس خواهند بود.

## نمونه هایی از محتوای وب دسترسی‌پذیر
- برای نمونه صفحه‌ای از وب که با استانداردهای وب طراحی شده و کُد ابرمتن (اچ‌تی‌ام‌ال) آن درست نوشته شده باشد، و پیوندهای آن دارای نام‌گذاری نهفته در کُد، و تصویرهای آن دارای «متن‌های جایگزین تصویر» باشد، به کاربران نابینا کمک می‌کند تا با نرم‌افزارهای تبدیل متن به گفتار یا سخت‌افزارهای تبدیل متن به خط بریل، بتوانند به داده‌های صفحه دسترسی داشته باشند.

- نمونهٔ دیگر صفحه‌های وب با متن‌های بزرگ و خوانا هستند که کاربران با مشکل بینایی اندک را در دست‌یابی به داده‌های وب یاری می‌دهند.
- پیوندهایی که زیرشان خط کشیده شده و با متن اصلی فرق دارند، کاربرانی که مشکل کوررنگی دارند را یاری می‌دهند.
- صفحه‌ای که کُد آن درست و استاندارد نوشته شده باشد، پیوندهایش را می‌توان تنها با صفحه کلید، یا دستگاه‌های ساخته شده برای کاربران ناتوان جسمی رهبری کرد.
- تکه فیلم‌هایی که زیر کادر نمایش آن‌ها متن یا نشان‌های گرافیکی وجود دارد، کاربران ناشنوا و دستهٔ دیگری که مشکل شنوایی دارند را توانمند می‌کنند.
- متن‌هایی که مرتب و خوانا نوشته شده و با تصویرسازی و عکس همراه باشند، دسترسی به محتوای وب را برای کاربرانی که مشکل خوانش‌پریشی (به انگلیسی: Dyslexia) و مشکل فراگیری دارند، آسان‌تر می‌کنند.

## فناوری‌های کمکی برای مرور وب
کاربرانی که ناتوانی‌های جسمی و ذهنی دارند، با سود جستن از فناوری‌های زیر، وب را مرور می‌کنند:
- نرم‌افزارهای صفحه‌خوان: هرآنچه بر روی نمایشگر رایانه یا نمایشگر تلفن هوشمند نوشته شده را برای فرد می‌خواند. کدهای وب غیر استاندارد، این نرم‌افزارها را گمراه می‌کنند و دسترسی کاربرانی که از صفحه خوان استفاده میکنند را به محتوا، ناممکن می‌سازد.
- ترمینال بریل: این دستگاه، نوشته‌های روی صفحهٔ نمایشگر را به خط بریل تبدیل کرده و آنرا به صورت برجسته روی صفحه کلید بریل نشان میدهد.
- نرم‌افزارهای بزرگ‌نمایی: بخشی از صفحه را به گونه‌ای بزرگ‌تر نمایش می‌دهند، تا کاربرانی که بینایی اندک دارند بتوانند آن را بخوانند.
- نرم‌افزارهای تشخیص صدا: با گفتن فرمان‌هایی، این نرم‌افزار آن‌ها را به رایانه فرستاده و به خواستهٔ کاربر کارهایی را انجام می‌دهد، همچنین گفتار را به متنی با دستور زبان درست در رایانه می‌نویسد. (برای کاربرانی که مشکل استفاده از ماوس و صفحه کلید دارند)
- پوشش‌های صفحه کلید: برای روان‌تر ساختن کار تایپ بر روی صفحه کلید استفاده می‌شوند.

## راهنمای طراحی محتوای وب دسترس‌پذیر
در سال ۱۹۹۹ میلادی، گروه دسترس‌پذیری وب (WAI) وابسته به کنسرسیوم جهانی وب، نسخهٔ نخست راهنمای کلی و خط‌کشی‌های زیربنایی دسترس‌پذیری وب (WCAG ۱٫۰) را منتشر کرد.  نسخه دوم این شیوه‌نامه در سال ۲۰۰۸ میلادی منتشر شد . و آخرین به‌روز رسانی از این شیوه‌نامه، نسخه 2.2 است که در اکتبر سال ۲۰۲۳ میلادی منتشر شد  و هم اکنون در جهان به‌عنوان راهنمای کلی و شیوه‌نامه زیر بنایی دسترس‌پذیری در وب پذیرفته شده‌است. 
شیوه‌نامهٔ دسترسی‌پذیری محتوای وب (WCAG) یک دستورالعمل فنی است که شامل ۱۳ راهبرد (Guideline) کلی می‌شود. این راهبردها خود به شاخص‌های موفقیت قابل آزمایش تقسیم می‌شوند. در آخرین نسخه از این شیوه‌نامه شما با ۷۸ شاخص موفقیت سروکار خواهید داشت.

## نسخه فارسی شیوه‌نامه دسترسی پذیری وب
شیوه‌نامۀ دسترسی‌پذیری محتوای وب ( 2.2 WCAG)  به‌صورت روان به فارسی ترجمه و تحت قانون کپی لفت کریتیو کامنز (Creative Commons) منتشر شده و در دسترس عموم قرار گرفته است. 

## دسترس‌پذیری وب و دولت‌ها
قانون‌ها و قراردادهای مربوط به دسترس‌پذیری وب، در کشورهای کانادا، فیلیپین، انگلستان، اسپانیا، استرالیا، سوئد و ایرلند پذیرفته شده و در شماری از این کشورها، برای همهٔ دستگاه‌ها و نهادهای کشوری ضروری است. در کانادا برای نمونه، همهٔ دستگاه‌های فدرال موظف‌اند قانون‌های مربوط به دسترس‌پذیری وب و گونهٔ نمایش وبسایت خود را همانند راهنمای کنسرسیوم وب رعایت کنند. افزون بر آن، شماری از این کشورها قانون‌های محلی خود را نیز به این راهنما افزوده‌اند.